# إيفرت س. أولسون
إيفرت س. أولسون (بالإنجليزية: Everett C. Olson)‏ هو أستاذ جامعي وعالم حيوانات وجيولوجي أمريكي، ولد في 6 نوفمبر 1910 في واوباكا في الولايات المتحدة، وتوفي في 27 نوفمبر 1993.